# Luis Almonacid Arellano
Luis Alfredo Almonacid Arellano  (Santiago, 11 de diciembre de 1930 - Rancagua, 17 de septiembre de 1973) fue un profesor, dirigente gremial, siendo herido por carabineros el 16 de septiembre de 1973 falleciendo al dia siguiente por sus heridas balísticas. Tenía 42 años a la fecha de la ejecución, es una de las víctimas de la dictadura militar en Chile. Estaba casado con Elvira Gómez Olivares. Su viuda ante la aplicación de la amnistía en el proceso judicial, denunció al Estado de Chile ante la Corte Interamericana de Derechos Humanos, la que condenó al Estado, exigiendo que no se aplique más la amnistía en los procesos judiciales de los crímenes de la dictadura.

## Un profesor fue ejecutado por carabineros
Luis Almonacid Arellano, dirigente de los profesores, militante del Partido Comunista de Rancagua, fue detenido en su domicilio por carabineros. Su viuda, Elvira Gómez Olivares, hizo un relato ante la Corte Interamericana de Derechos Humanos de lo que pasó el día de la detención de su marido:

“El día 16  de septiembre de 1973, mi esposo  fue a la casa a verme, porque él no se encontraba alojando  allí  por razones de seguridad.  A eso de  las once y media de la mañana llegó una patrulla de carabineros a buscarlo.  Lo sacaron a empujones, no le dejaron ponerse el vestón se lo llevaron los carabineros. Lo empujaban y él iba nervioso, con las manos en alto. Al llegar  a la esquina de la casa, escuché  la ráfaga de la metralleta. Eran dos carabineros que en ese momento iban con él. Cayó herido, pero quedó vivo. Intente acercarme a mi marido, pero el teniente que estaba con él, con su metralleta  me  lo impidió. El sargento fue a buscar una camioneta. La trajeron, tomaron a mi marido y lo lanzaron arriba, se subieron varios carabineros más, lo llevaron al hospital. Murió al día siguiente”.

## Proceso judicial en dictadura
Se presentó una querella el 3 de octubre de 1973 en el Primer Juzgado del Crimen de Rancagua que inició una investigación rol 40.184 pero fue sobreseída por ese juzgado el 7 de noviembre de 1973. La Corte de Apelaciones de Rancagua revocó el sobreseimiento el 7 de diciembre de 1973. Desde esa fecha en adelante el caso fue sobreseído una y otra vez por el Juzgado del Crimen, mientras que la Corte de Apelaciones continuó revocando tales sobreseimientos, hasta que el 4 de septiembre de 1974 confirmó el sobreseimiento temporal de la causa.

## Informe Rettig
Familiares de Luis Almonacid Arellano presentaron su caso ante la Comisión Rettig, Comisión de Verdad que tuvo la misión de calificar casos de detenidos desaparecidos y ejecutados durante la dictadura. Sobre el caso del profesor, el Informe Rettig señaló que:

“El 17 de septiembre de 1973 fue muerto Luis Alfredo ALMONACID ARELLANO, de 42 años, profesor y dirigente del magisterio, ex candidato a Regidor y militante del Partido Comunista.  Antecedentes y testimonios recogidos por esta Comisión señalan que el afectado fue detenido en su domicilio en la ciudad de Rancagua por efectivos de Carabineros el día 16 de septiembre de 1973.  En el trayecto entre su residencia y el furgón policial, fue ametrallado por sus captores.  Carabineros trasladaron a la víctima al Hospital de Rancagua, donde falleció al día siguiente a causa de heridas a bala.

Teniendo a la vista los antecedentes expuestos, la Comisión adquirió la convicción que Luis Almonacid fue ejecutado por agentes del Estado al margen de todo proceso y ello representa una violación de los derechos humanos de la víctima”.

## Justicia en Democracia, aplicación de la Amnistía
Al regreso de la democracia, Elvira Gómez Olivares la viuda del profesor  Luis Almonacid Arellano, interpuso el 4 de noviembre de 1992 una querella criminal ante el Primer Juzgado del Crimen de Rancagua y solicitó la reapertura la causa. El Juzgado dejó sin efecto el sobreseimiento temporal y tomó los testimonios de los ex carabineros Manuel Segundo Castro Osorio y Raúl Hernán Neveu Cortesi, los presuntos responsables de la muerte del señor Almonacid. Por resoluciones de 3 de febrero y 3 de junio de 1993  y 5 de abril de 1994, el Juez Primero del Crimen de Rancagua se declaró incompetente para conocer la causa y ordenó la remisión de la misma a la Fiscalía Militar y de Carabineros de San Fernando. La Corte de Apelaciones revocó las resoluciones de incompetencia. En consecuencia, se mantuvieron abiertas las investigaciones. El 23 de diciembre de 1994 el Primer Juzgado del Crimen declaró cerrado el sumario. El 3 de noviembre de 1995 la Corte de Apelaciones decidió revocar tal sobreseimiento y “reponer” la causa a la etapa del sumario. El 31 de agosto de 1996 el Primer Juzgado del Crimen de Rancagua dictó resolución mediante la cual “sometió a proceso a Manuel Castro Osorio, como cómplice y a Raúl Neveu Cortesi, como autor del delito de homicidio de Luis Alfredo Almonacid Arellano. El 27 de septiembre de 1996 el Segundo Juzgado Militar de Santiago se dirigió al Primer Juzgado del Crimen de Rancagua y le solicitó que se inhibiera de seguir conociendo la causa, en vista de que los procesados Castro Osorio y Neveu Cortesi están sujetos al fuero militar. El 5 de diciembre de 1996 la Corte Suprema resolvió el incidente de competencia declarando que “es competente para seguir conociendo el asunto el Segundo Juzgado Militar de Santiago. El 16 de diciembre de 1996 el Segundo Juzgado Militar instruyó sumario a través de la Segunda Fiscalía de Ejército y Carabineros de Santiago. El 14 de enero de 1997 la Segunda Fiscalía de Ejército y Carabineros de Santiago solicitó al Segundo Juzgado Militar que “dicte sobreseimiento total y definitivo por encontrarse extinguida la responsabilidad penal” de Castro Osorio y Neveu Cortesi, en virtud del Decreto Ley 2.191 (La ley  de Amnistía). El 28 de enero de 1997 el Segundo Juzgado Militar de Santiago, sin realizar ninguna diligencia probatoria, dictó sobreseimiento total y definitivo, en aplicación del Decreto Ley 2.191 ley  de Amnistía. La Corte Marcial, el 25 de marzo de 1998 confirmó la resolución del Segundo Juzgado Militar. La Corte Suprema resolvió este recurso el 16 de abril de 1998, declarándolo “no ha lugar por extemporáneo”.

## Proceso ante la Comisión Interamericana de Derechos Humanos
El 15 de septiembre de 1998 Elvira Gómez Olivares la viuda del profesor  Luis Almonacid Arellano, presentó una petición ante la Comisión Interamericana de Derechos Humanos, a la cual se dio trámite. El 9 de octubre de 2002 la Comisión Interamericana, durante su 116.º período ordinario de sesiones, adoptó el Informe mediante el cual declaró admisible la petición. En el marco de su 122.º Período Ordinario de Sesiones, el 7 de marzo de 2005, la Comisión aprobó el Informe de Fondo en éste, concluyó que el Estado violó los derechos consagrados en los artículos 8 y 25 de la Convención Americana, en perjuicio de los familiares de Luis Almonacid Arellano. El 11 de julio de 2005, ante la falta de información del Estado sobre la implementación de las recomendaciones del informe aprobado, la Comisión Interamericana decidió someter el presente caso a la Corte.

## Proceso ante la Corte Interamericana de Derechos Humanos
El 11 de julio de 2005 la Comisión presentó una demanda ante la Corte Interamericana de Derechos Humanos por el caso Luis Almonacid. El 27 de julio de 2005 la Secretaría de la Corte previo examen preliminar de la demanda realizado por el presidente de la Corte, la notificó al Estado. El 26 de noviembre de 2005 el Estado presentó un escrito mediante el cual interpuso excepciones preliminares, contestó la demanda. El Presidente convocó a la Comisión, al representante y al Estado a una audiencia pública que se celebraría en la sede del Superior Tribunal de Justicia del Brasil, en la ciudad de Brasilia, a partir del 29 de marzo de 2006, para escuchar sus alegatos finales orales sobre las excepciones preliminares y eventuales fondo, reparaciones y costas en el presente caso, así como las declaraciones de la señora Elvira Gómez Olivares, como otros testigos por el Estado. El 29 de marzo de 2006 la Corte Interamericana de Derechos Humanos celebró la audiencia pública en la ciudad de Brasilia, Brasil, a la cual comparecieron los representantes de: a) la Comisión Interamericana; b) por la víctima, y c) por el Estado. Compareció la señora Elvira Gómez Olivares, testigo ofrecida por el representante.
La Corte Interamericana de Derechos Humanos el 26 de septiembre de 2006 dictó sentencia, en primer lugar se reconoció que el caso del profesor Luis Almonacid era un crimen de lesa humanidad:

“los crímenes contra la humanidad incluyen la comisión de actos inhumanos, como  el asesinato, cometidos en un contexto de ataque generalizado o sistemático  contra una población civil. Basta que un solo acto ilícito como los antes  mencionados sea cometido dentro del contexto descrito, para que se produzca un  crimen de lesa humanidad (…).  Todos  estos elementos ya estaban definidos jurídicamente cuando el señor Almonacid  Arellano fue ejecutado”.

La Corte Interamericana en su sentencia, critica que en Chile los tribunales aplicaran el Decreto Ley de amnistía de 1978:

“Leyes de  amnistía con las características descritas conducen a la indefensión de las  víctimas y a la perpetuación de la impunidad de los crímenes de lesa humanidad,  por lo que son manifiestamente incompatibles con la letra y el espíritu de la  Convención (…). En consecuencia, dada su naturaleza, el Decreto Ley No. 2.191  carece de efectos jurídicos y no puede seguir representando un obstáculo  para la investigación de los hechos que  constituyen este caso”.

La Corte Interamericana en su sentencia, señala que una Ley de amnistía es contraria a la Convención Americana sobre Derechos Humanos:

“Por tales razones, la Corte encuentra que el  Estado ha incumplido con los deberes impuestos por el artículo 2 de la  Convención Americana, por mantener formalmente dentro de su ordenamiento un  Decreto Ley contrario a la letra y espíritu de la misma”.

En la sentencia de la Corte Interamericana de Derechos Humanos se exigió que el Estado de Chile no debe aplicar más el Decreto Ley de Amnistía, para el caso del profesor Almonacid, como para otros casos de investigaciones de crímenes de lesa humanidad en Chile.

## Nuevo Proceso Judicial post sentencia Corte Interamericana DDHH
El caso de Luis Almonacid Arellano fue investigado por Manuel Moreno Vega ministro de la Corte de Apelaciones de Rancagua, que dictó sentencia de primera instancia el 18 de agosto de 2011. El magistrado condenó al ex carabinero Raúl Neveu Cortesi a la pena de cinco años de prisión, como autor del delito de homicidio simple de Luis Almonacid Arellano. Se le otorgó el beneficio de la libertad vigilada.
El 14 de enero de 2013 la Corte de Apelaciones de Rancagua ratificó la sentencia de primera instancia que condenó a Raúl Neveu Cortesi a la pena de 5 años de presidio, en calidad de autor del homicidio del profesor, concediéndose al condenado el beneficio de la libertad vigilada.
La sentencia de segunda instancia reflexionó sobre el fallo de la CIDH del 26 de septiembre de 2006, que calificó el delito como un crimen de lesa humanidad, por lo no se le pueden aplicar las eximentes de responsabilidad como Ley de Amnistía de 1978, prescripción de la acción penal y cosa juzgada: “La cuestión propuesta la tiene que resolver la judicatura nacional a favor de la aplicación del fallo de la Corte Interamericana, por diversas razones. La primera de ellas es que ha sido el propio Estado quien se ha obligado a ello, al ratificar tanto la Convención Interamericana de Derechos Humanos como la competencia misma del tribunal. Se trata, con toda evidencia, de un tratado sobre derechos humanos, como su propio nombre lo indica, y en tal calidad sus normas tienen rango constitucional, al tenor de lo dispuesto en el artículo 5° de la propia Carta Fundamental. A todo evento, si es efectivo que la anterior afirmación es discutida en doctrina, no puede serlo el que el respeto a los derechos esenciales que emanan de la naturaleza humana, garantizados por la Convención Interamericana, constituyen una limitación a la soberanía del Estado, pues así surge en forma ineludible de la lectura del citado artículo 5° de la Constitución. Ocurre, enseguida, que el intérprete de esa Convención es, precisamente, la Corte Interamericana, y esto por haberlo aceptado así nuestro propio Estado al reconocerle esa competencia. En tal escenario, es esa Corte la que decide si el Estado de Chile ha respetado o no esos derechos esenciales garantizados por la Convención. Y si decide que no lo ha hecho, es de toda evidencia que la norma de derecho interno que los infrinja, sea de manera general o sea en su aplicación a un caso concreto por las especiales características de éste, pierde su eficacia para el preciso caso de que hablemos, porque de otra manera no se cumpliría lo dispuesto por la propia Constitución, en cuanto a que la regla de derecho fundamental, garantizada por el tratado, limite la soberanía, ni tampoco se cumpliría el deber, que también el citado artículo 5° impone, de respetar y promover el derecho esencial de que se trate. En suma, tenga o no la Convención Interamericana de Derechos Humanos un rango constitucional, lo cierto es que los derechos que garantiza no pueden conculcarse, ni mantenerse conculcados, en base a reglas del derecho interno, pues entonces no sólo se infringe la Convención misma, sino directamente el mandato del artículo 5° de nuestra propia Constitución. Así pues, en el caso sublite, si la Corte Interamericana decidió que el Estado de Chile violó los derechos fundamentales de las personas que ante ella acudieron, consagrados en los artículos 8.1 y 25 de la Convención Americana; esto es, los derechos al debido proceso y al amparo por la vía judicial, precisamente por sobreseer definitivamente por amnistía el proceso sobre la muerte del Sr. Almonacid, es innegable que es el sobreseimiento mismo lo que constituye el acto vulnerador, y por ende enfrentado éste, y la normativa legal que le da fuerza de cosa juzgada, al artículo 5° de la Constitución, por una razón que combina tanto la normativa internacional como el derecho interno, esa cosa juzgada no podría operar, sin mantener la vulneración”, sostiene el fallo.
La resolución agrega: “Surge la segunda razón, que es la supremacía del derecho internacional, aceptado por Chile y por ende también derecho nacional, por sobre las normas de orden estrictamente interno. Esa supremacía ha sido ya latamente asentada por la doctrina, y también por fallos de nuestra Corte Suprema, pero es además claro que, de no ser así, la firma y ratificación de tratados valdría de muy poco, pues cualquier país podría excusarse de las obligaciones que éstos le impongan, mediante el recurso de preferir normas de derecho interno, anteriores, coetáneas o posteriores, que los contradigan”.
La Corte Suprema, el 30 de julio del 2013 dictó sentencia en la investigación por el homicidio calificado de Luis Almonacid Arellano, caso que volvió a investigarse por la justicia civil luego de que la Corte Interamericana de Derechos Humanos resolviera dejar sin efecto el proceso cerrado en la justicia militar por la aplicación del D.L. 2.191, Ley de Amnistía. La Sala Penal del máximo tribunal Milton Juica, Hugo Dolmestch, Haroldo Brito, Lamberto Cisternas y el abogado integrante Jorge Lagos, rechazaron el recurso de casación presentado en contra de la sentencia de la Corte de Apelaciones de Rancagua que ratificó la pena de 5 años de presidio, con el beneficio de la libertad vigilada, para el exintegrante de Carabineros Raúl Neveu Cortesi.
Para desestimar las aseveraciones de los querellantes, la sentencia afirma que:
“Los acontecimientos declarados en el fallo resultan inamovibles, de lo que deriva que la causal 2ª del artículo 546 del Código de Procedimiento Penal también deberá rechazarse, pues por ella se postula una tesis de homicidio alevoso que no puede ser acogida porque carece de los hechos que se precisa para aplicar la norma que previene el delito por el que solicita la sanción del procesado, y que no han sido declarados en el fallo de instancia.
En efecto, sólo se dio por probado que el 16 de septiembre de 1973, en horas no determinadas de la mañana, Luis Almonacid Arellano fue detenido en el interior de su domicilio por funcionarios que prestaban servicios en la Primera Comisaría de Rancagua, y en circunstancias que era conducido al vehículo policial por sus aprehensores un oficial de esa institución procedió a dispararle con un arma de fuego que portaba causándole una herida a bala que en definitiva le causó la muerte, no obstante haber recibido auxilio médico en el Hospital Regional de Rancagua donde habría sido llevado en un vehículo particular por los funcionarios policiales”.